# 长沟河乡
长沟河乡是中国陕西省汉中市勉县下辖的一个乡。

## 行政区划
长沟河乡下辖以下行政区：
汪家河村、庙坪村、两河口村、转咀子村、菜马河村、火神庙村、长沟河村、白云寺村